# Бабиково (Вологодская область)
Бабиково — деревня в Вологодском районе Вологодской области.
Входит в состав Подлесного сельского поселения, с точки зрения административно-территориального деления — в Подлесный сельсовет.
Расстояние по автодороге до районного центра Вологды — 18 км, до центра муниципального образования Огарково — 5 км. Ближайшие населённые пункты — Харачево, Ельцыно, Бурлево, Мостища, Андреевское, Волково, Ярилово, Козино.

## Население
По переписи 2002 года население — 7 человек.
| 2002 | 2010 |
| ---- | ---- |
| 7    | ↗19  |